# 玛格丽特一世
玛格丽特一世（丹麥語：Margrete I，1353年—1412年10月28日），丹麥、瑞典與挪威女王，卡尔马同盟的建立者。
瓦尔德马四世死后，玛格丽特一世之子奥拉夫成为丹麦国王。哈康六世死后，奥拉夫又获得挪威王位。奥拉夫死后，玛格丽特一世成为丹麦與挪威女王，后再於擊敗阿爾伯特後統治瑞典。

## 生平
玛格丽特出生于丹麦沃丁堡，是丹麦国王瓦尔德玛四世的幼女，瓦尔德玛四世在宰相帮助下巩固了丹麦国王的地位。
1363年4月，十岁的玛格丽特与二十三岁的挪威国王哈康六世成婚。哈康六世在婚前一年（1362年）当选瑞典国王，与其父马格努斯七世共治瑞典。
1375年，瓦尔德玛四世逝世且無子，在宰相支持下，以玛格丽特五岁的儿子奥拉夫为丹麦国王，她与丹麦帝国议会共同执政。

### 丹麦与挪威共主邦聯

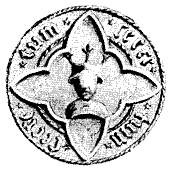
玛格丽特一世1381年和1403年的印章

1380年哈康六世逝世，奥拉夫继承挪威王位，玛格丽特执政，标志着丹麥-挪威共主邦聯之始，此邦聯終於1814年的基尔条约。後世挪威根據作家亨利克·易卜生作品，將此時期評為「四百年黑夜」（400-årsnatten），期間，挪威远洋领地冰岛、格陵兰和法罗群岛改隸丹麦，後二者至今亦然。
儘管奧拉夫於1385年宣布成年，但他的母親瑪格麗特仍實際掌握政府權力。同年，瑪格麗特從漢薩同盟手中奪回了其父親被迫典當的位於斯科訥的四座海峽城堡：斯卡諾爾城堡、法爾斯特堡城堡、赫爾辛堡（卡爾南城堡）和馬爾默堡。在此前她先向海盜船開放丹麥港口，這些海盜船透過劫掠威脅漢薩同盟的海上貿易。她試圖讓科隆聯盟諸城陷入財政困境，因為它們因其縱容而必須承擔打擊海盜的高昂成本，並使得同盟維護海峽城堡不再有利可圖。漢薩同盟諸城要求女王關閉丹麥港口，禁止私掠船進入，並賠償海盜造成的損失。瑪格麗特推遲了談判，並對與挪威的貿易這一對呂貝克和文德人諸城尤其重要的事項，採取了限制措施。根據《施特拉爾松德和約》，科隆邦聯須於1385年歸還海峽城堡，但普魯士諸城邦堅持認為這些對於控制海峽通道至關重要的堡壘應繼續駐守。在瑪格麗特慫恿下，國王奧拉夫寫信威脅要報復。瑪格麗特在致漢薩同盟的信中承諾，如果漢薩同盟接受她兒子的要求，她將恢復雙邊關係正常化。商人們抱怨瑪格麗特身為丹麥攝政王有責任確保海上貿易的安全，瑪格麗特反駁說，只有擁有海峽城堡才能做到這一點。如果歸還城堡，她承諾停止支持海盜，進行賠償，並恢復漢薩同盟在挪威的貿易特權。科隆聯盟隨後解體，因為呂貝克和文德人諸城邦對安全以及確認其在丹麥和挪威貿易中的權利有著濃厚的興趣——瑪格麗特藉此實現了她的目標，海峽城堡被移交給丹麥，讓其重新控制厄勒海峽兩岸，並向進港船隻徵收關稅。她隨後與打擊海盜，但未為先前繳獲的漢薩同盟船隻支付賠償金。
然而，在石勒蘇益格公國的歸屬問題上，瑪格麗特不得不接受一個事實：她不能冒險與荷爾斯泰因伯爵發生軍事衝突，尤其因為她打算征服瑞典，因此需要丹麥南部邊境的和平。因此，她試圖與格哈德六世伯爵及其弟弟們達成協議。 1386年7月，她出席了在呂貝克舉行的漢薩同盟日，荷爾斯泰因伯爵們也出席了這場活動。她成功地調解了伯爵與呂貝克之間的爭端，為與他們的談判鋪平了道路，談判很快就達成了目標。同年，伯爵們前往菲英島尼堡參加丹麥宮廷會議。根據呂貝克會議紀事中的同期記載，當時未成年的國王奧拉夫在其母親的同意下，將石勒蘇益格作為世襲封地賜予格哈德六世伯爵。瑪格麗特由此取得荷爾斯泰因人為盟友。
瑪格麗特也試圖讓她的兒子成為瑞典的統治者。她知道許多瑞典權貴對梅克倫堡的阿爾伯特三世的統治不滿，於是在1385年宣布奧拉夫為瑞典的合法繼承人。 1386年8月，瑞典最有權勢的巨頭－帝國執達官博·瓊森·格里普去世——他生前為防止自己龐大土地在死後落入阿爾伯特三世手中，在遺囑中指定了十位瑞典貴族作為遺囑執行人，管理他的莊園。如此一來，瑞典王國這些大貴族成為國王的制衡力量。當阿爾伯特三世想要限制這些遺囑執行人的權利時，他們聯繫了瑪格麗特，並提出讓她的兒子收購博·瓊森的大部分莊園，希望奧拉夫能將它們歸還給瑞典貴族。
不過在1387年，17岁的奥拉夫早逝。当时丹麦国王來自於選舉，丹麦帝国议会在一周后於隆德大教堂决定，在找到合适的男性继承人之前，承认玛格丽特为过渡统治者（Frue og Husbonde og hele rigets Formynder）。挪威王位雖採世袭制，但隔年（1388年）2月挪威帝国议会也推舉玛格丽特为女王（Norges mæktige Frue og rette Husbond）。

### 卡尔马同盟

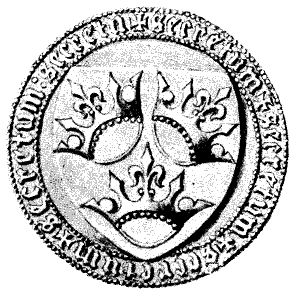
1390年玛格丽特一世的印章

一个月后(1388年3月)，瑞典帝国议会也推舉玛格丽特为女王（Fullmäktiga Fru och Husbonde）。当时的瑞典国王是阿爾伯特，但其与瑞典议会间矛盾重重，在有势的贵族支持下，玛格丽特於1389年2月在斯科訥擊敗阿爾伯特。
玛格丽特依其權力指定姐姐英格堡的外孙埃里克为继承人。早在1388年，挪威帝国议会就已承认埃里克的世袭地位，但由于当时埃里克年僅六歲，因此玛格丽特继续执政。1396年丹麦和瑞典的议会也承认埃里克的继承人地位。
1397年6月17日，埃里克在卡尔马加冕为丹麦、挪威和瑞典国王，卡尔马同盟由此成立，三個国家不同的法律及独立的帝国议会被保存。玛格丽特终于实现其统一斯堪的纳维亚的愿望，她虽将王位让出，但仍是帝国执政。

### 逝世

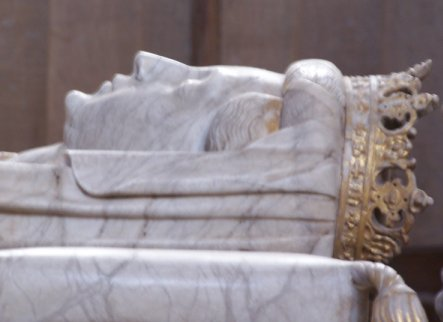
玛格丽特一世墓上的塑像

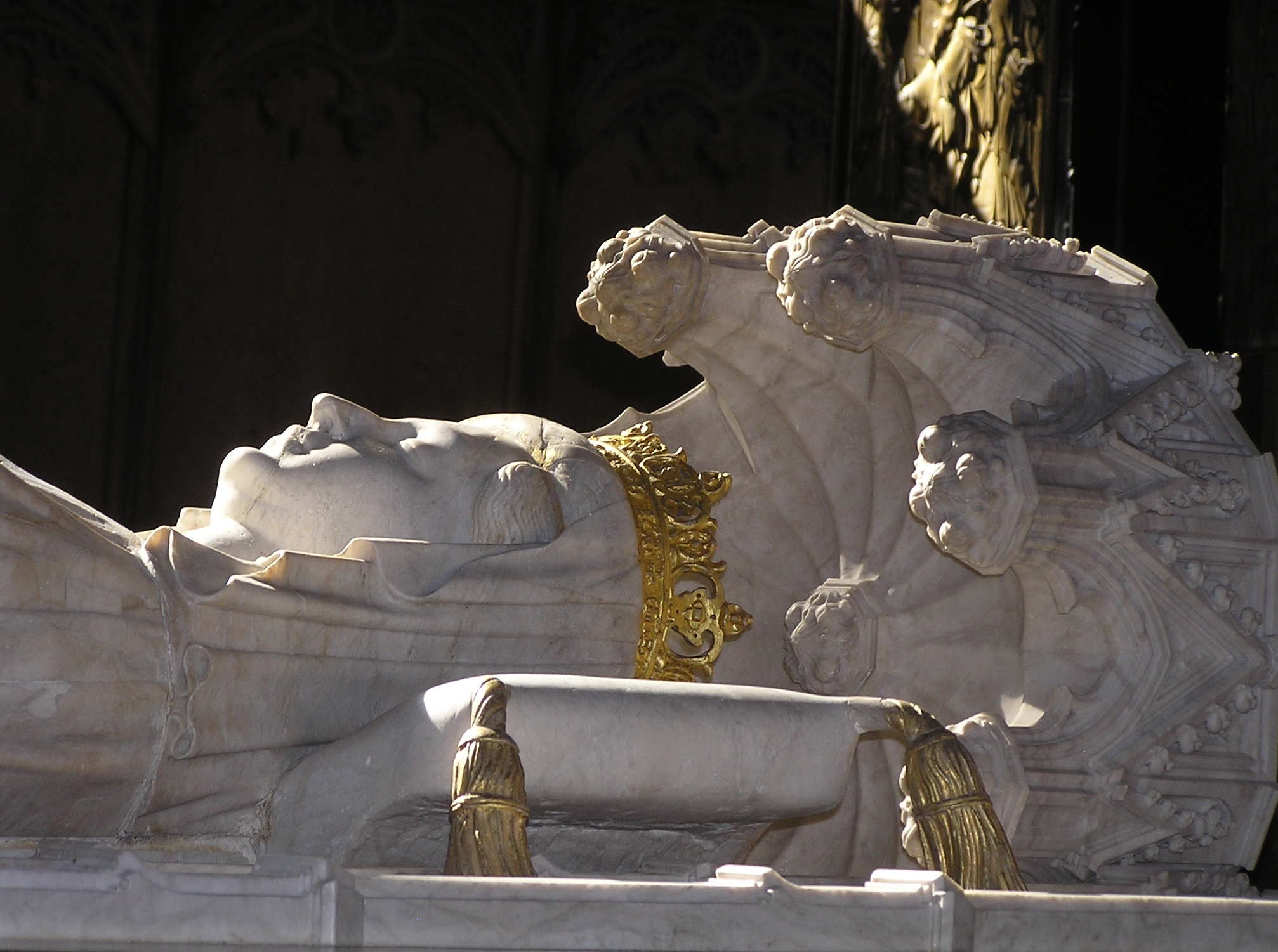
玛格丽特一世墓上的塑像

女王一直努力加强帝国对石勒蘇益格公国的控制，1412年10月她与埃里克同赴弗伦斯堡（今属德国）来保障当地商人对他们的支持，女王隨後在此感染鼠疫，當月28日駕崩。
时年30岁的埃里克成为北欧帝国之主，除北欧三国外，领土遍及石勒苏益格-荷尔斯泰因、格陵兰、冰岛、法罗群岛和设得兰群岛，他继续玛格丽特的政策，直到1439年被废黜。

## 遗迹

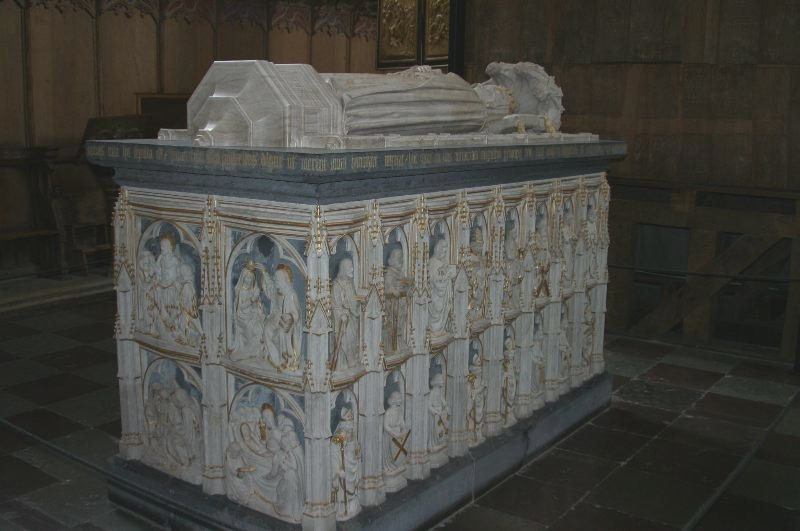
玛格丽特一世的棺材

女王葬於罗斯基勒大教堂。教堂內共陈列38位国王棺材，其中37位者均放在旁室中，僅玛格丽特一世直接放在神坛正後方。棺盖上刻有大于真人、以雪花石膏雕的女王塑像。
在弗伦斯堡的歷史中，玛格丽特不仅是1412年鼠疫的最著名死者，她还在这里建造一座王宫，王宫今已不复存在，遺址上是一座目前唯一在丹麦外的丹麦语高级中学。
丹麦女王瑪格麗特二世是继玛格丽特一世以后第二位丹麦女王。
至今为止，最后一位挪威女王就是玛格丽特一世。若挪威王位第二继承人英格莉·亚历珊卓能顺利继位，即可能成为玛格丽特一世后、数世纪以来挪威的再一位女王。

## 頭銜及稱號
- 1353年-1363年：丹麥公主瑪格麗特
- 1363年-1376年：瑞典挪威王后瑪格麗特
- 1376年-1380年：瑪格麗特，丹麥王國的全權代表（奥拉夫二世的監護人。）
- 1380年-1387年：瑪格麗特，丹麥和挪威全權代表以及王國總督（奥拉夫二世的監護人。）
- 1389年-1412年：瑪格麗特，丹麥、挪威和瑞典的全權代表以及王國總督（波美拉尼亞的埃里克的監護人。）

## 家庭
- 哈康六世（1340-1380）：1363年結婚，挪威国王馬格努斯七世之子
  - 奧拉夫四世（1370-1387）：挪威國王

| 奥拉夫四世/奧拉夫二世·哈康松埃斯特里德森王朝出生于：1370年逝世於：1387年8月23日 | 奥拉夫四世/奧拉夫二世·哈康松埃斯特里德森王朝出生于：1370年逝世於：1387年8月23日 | 奥拉夫四世/奧拉夫二世·哈康松埃斯特里德森王朝出生于：1370年逝世於：1387年8月23日              |
| 統治者頭銜                                                                      | 統治者頭銜                                                                      | 統治者頭銜                                                                                   |
| ------------------------------------------------------------------------------- | ------------------------------------------------------------------------------- | -------------------------------------------------------------------------------------------- |
| 前任者： 奥拉夫二世 （挪威：奥拉夫四世）                                        | 丹麥國王 1387年–1412年 與波美拉尼亞的埃里克同時在任 （1396年－1412年）          | 繼任者： 波美拉尼亞的埃里克 （丹麥：埃里克七世） （挪威：埃里克三世） （瑞典：埃里克十三世） |
| 前任者： 奥拉夫二世 （挪威：奥拉夫四世）                                        | 挪威國王 1388年–1412年 與波美拉尼亞的埃里克同時在任 （1396年－1412年）          | 繼任者： 波美拉尼亞的埃里克 （丹麥：埃里克七世） （挪威：埃里克三世） （瑞典：埃里克十三世） |
| 前任者： 阿爾伯特                                                               | 瑞典國王 1389年–1412年 與波美拉尼亞的埃里克同時在任 （1396年－1412年）          | 繼任者： 波美拉尼亞的埃里克 （丹麥：埃里克七世） （挪威：埃里克三世） （瑞典：埃里克十三世） |

1. ↑  Erich Hoffman: Königin Margarethe von Dänemark, in: Frauen des Mittelalters, 1997, S. 401 f.（德文）
2. ↑  Inga Wiehl: Margaret I of Denmark, in: Women in World History, Bd. 10 (2001), S. 235.（德文）
3. ↑  Thomas Riis: . In: Lexikon des Mittelalters (LexMA). Band 6. Artemis & Winkler, München/Zürich 1993, ISBN 3-7608-8906-9 Sp. 234.（德文）
4. ↑  Erich Hoffman: Königin Margarethe von Dänemark, in: Frauen des Mittelalters, 1997, S. 409.（德文）
5. ↑  Inga Wiehl: Margaret I of Denmark, in: Women in World History, Bd. 10 (2001), S. 235 f.（德文）
6. ↑  Erich Hoffman: Königin Margarethe von Dänemark, in: Frauen des Mittelalters, 1997, S. 398 f.（德文）